# 松谷芳比呂
松谷 芳比呂（まつや よしひろ、1954年 - ）は、日本の歌手、作詞家、作曲家、放送作家。別名：パーサー・マツヤ、パーサーまつや。血液型はO型。兵庫県出身。東洋大学法学部経営法学科中退。

## 経歴・人物
おもにCMソングの制作活動などを行っていた。1980年4月から1985年まで有限会社パブリックアドレスにてビデオパッケージとコマーシャルの制作に従事。1985年4月からはアール・エフ・ラジオ日本にてフリーとして番組制作・作家・パーソナリティとして活躍した。1987年9月から2005年3月にかけてアール・エフ・ラジオ日本ではスポーツ部のディレクターを担当。スポーツレポーターとして取材および番組に出演した。
2011年には静岡県伊東市のケーブルテレビ局、「シーブイエー」制作の『ネッキーとあそぼう わんぱく☆パラダイス』において音楽監修を担当。番組のオリジナル曲にパーサーまつや名義で作詞をした『このまち』、作詞・作曲をした『わんぱく☆パラダイス』などがある。またコーナーとして「わんぱらせんにん」に扮したり、『おはなしのはこ』のコーナーでは第9回から第26回まで語り手を担当していた。第29回放送をもって番組を降板した。

## 出演番組
- Jリーグ・ワールド - パーソナルサポーター
- 東京ヴェルディ1969 スタジアムDJ
- ネッキーとあそぼう わんぱく☆パラダイス - わんぱらせんにん（第8回〜第26回まで）、『おはなしのはこ』の語り手（第9回〜第26回まで）
- パーサーまつやの話し方を変えてキレイになる講座

## 企画・制作・ディレクターを務めた番組

### 情報番組
- おはようポートサイドinしみず（1985年4月～1987年3月） - 作家・制作ディレクター

### ラジオ番組
- ラジオ日本 高校野球速報（1988年4月） - 制作ディレクター・レポーター
- ラジオ日本 甲子園をめざして（1988年4月） - 制作ディレクター
- 東京ヴェルディ1969 スタジアムDJ（2002年9月） - 制作・出演他 多数
- ラジオ日本 横浜湘南伝説（2005年12月）

### 子供番組
- ネッキーとあそぼう わんぱく☆パラダイス（2011年4月〜） - 制作・音楽監修

### CMソング
- よろしくチェーン - 企画・制作・作詞・作曲・歌

### ビデオパッケージ
- レカロシート国内販売用VP - 企画・制作他 多数制作

## 作詞・作曲
- わんぱくパラダイス
- このまち

## 著書
- インターネットラジオ局の作り方（2001年、工学社）
- 初めてのインターネットラジオ局（2006年、工学社）